# Syngrapha alta
Syngrapha alta är en fjärilsart som beskrevs av Ottolengui 1919. Syngrapha alta ingår i släktet Syngrapha och familjen nattflyn. Inga underarter finns listade i Catalogue of Life.